# Дана Рейзниеце-Озола
Дана Рейзниеце-Озола (на латвийски: Dana Reizniece-Ozola) е латвийска политичка, министър на финансите на Република Латвия от септември 2016 година.
Избирана е за депутат в 10-ия, 11-ия и 12-ия парламент на Латвия от Съюза на зелените и земеделците, където е заемала постовете председател на Комисията по образование, култура и наука, член на Комисията по правни въпроси и на Комисията по европейските въпроси.
Тя е и шахматистка, двукратна европейска шампионка по шахмат младша възраст и световна шампионка младша възраст. От 2001 година е носител на титлата гросмайстор за жени.

## Биография
Рейзниеце-Озола е родена на 6 ноември 1981 в Кулдига. От 2006 до 2014 година е последователно съветник, член и председател на Управителния съвет на Високотехнологичния парк във Вентспилс. Преди това е член на УС на изследователски център и на компания за индустриални инвестиции. Работила е и в Градския съвет на Вентспилс като ръководител на отдел „Инвестиции“.
Дана Рейзниеце-Озола е учила международни бизнес отношения в Политехническия университет за приложни науки на Хеме, Финландия; право в Колежа по право и лингвистика към Вентспилския университетски колеж в Латвия. Получава степен професионален магистър по превод и терминология от Вентспилския университетски колеж и магистърска степен по бизнес администрация от френския Международен университет за космически науки (International Space University).
Управлявала е няколко проекта, свързани със сателитни и космически технологии, измежду които и проекта за първия латвийски сателит „Вента-1“, разработван във Вентспилския високотехнологичен парк.
От 11 февруари 2016 година заема поста министър на финансите в кабинета на Марис Кучинскис. От 5 ноември 2014 до 11 февруари 2016 година е министър на икономиката в кабинета на Лаймдота Страуюма.

## Шахматна кариера
Дана Рейзниеце-Озола печели националния шахматен шампионат на Латвия за жени през 1998, 1999, 2000 и 2001 година. През 1998 и 1999 г. печели европейския шахматен шампионат за девойки до 18 години. През 2016 година, вече като министър на финансите на Латвия, Рейзниеце-Озола (на 318-о място в света с 2243 точки) побеждава световната шампионка Хоу Ифан (с 2658 точки) в 4-тия кръг на 42-рата шахматна олимпиада.